# Marilú (cantante)
Marina Herrera Aragón (Cárdenas, San Luis Potosí, 18 de julio de 1927-Ciudad de México, 16 de febrero de 2023), conocida como Marilú o La Muñequita que Canta, fue una cantante y actriz mexicana. 

## Biografía y carrera

### Primeros años
Marina Herrera Aragón nació el 18 de julio de 1927 en Cárdenas, San Luis Potosí, México. Después de la muerte de su padre, la familia se trasladó a Tampico, Tamaulipas, donde Marilú ganó un concurso de canto y se unió a la compañía de un comediante llamado Don Catarino. En noviembre de 1940 se unió a la compañía de Paco Miller, que más tarde recorrió los estados mexicanos.

### Incursión artística
Afincada en la Ciudad de México, Marilú se convirtió en una intérprete de la estación de radio XEW y participó en su primera película, La liga de las canciones de 1941. Su carrera como cantante la llevó a presentarse en el Teatro Lírico y el Teatro Follies, y en 1943, cantó en el centro nocturno Waikiki y se unió a la compañía de Alfonso Brito en el Carpa Colonial.
Después de firmar un contrato con la productora Filmex, estudió arte dramático con Gustavo Villatoro y compartió créditos con el actor y director Joaquín Pardavé en tres de sus películas: Los hijos de don Venancio (1944), Los nietos de don Venancio (1946) y El barchante Neguib (1946).
En 1952, firmó un contrato de exclusividad con Discos Peerless y lanzó su primer éxito, «Veleidad», con el que obtuvo el récord de ventas. Para Peerless, también grabó «Inquietud», «Consentida» y una versión en español de «Hi-Lili, Hi-Lo» (de la película estadounidense Lili). En 1958 grabó Noche de luna, un álbum de canciones de Gonzalo Curiel, para el sello Vik de la RCA Víctor. En la década de los sesenta grabó dos álbumes, Tangos de Buenos Aires y Marilú hoy. Sus álbumes más recientes son Cuidado muy sentimental y Recordando a Daniel Zarabozo.
Se casó con el caricaturista David Carrillo, fundador de la Sociedad Mexicana de Caricaturistas. En 2016, Marilú comentó lo siguiente: 

Mi vida es cantar y seguiré haciéndolo hasta que el público me lo permita, cuando ya no me acepten seguro voy a llorar, y tendré que retirarme, pero mientras eso no suceda seguiré, porque aún tengo facultades.

## Muerte
El 16 de febrero de 2023, Marilú falleció en Ciudad de México a los 95 años de edad.

## Filmografía
| Año  | Título                     | Papel                                          |
| ---- | -------------------------- | ---------------------------------------------- |
| 1941 | La liga de las canciones   | Cantante infantil                              |
| 1944 | Los hijos de Don Venancio  | Marilú (acreditada como Mari Lu)               |
| 1946 | Los nietos de Don Venancio | Marilu (acreditada como Marilu)                |
| 1946 | El barchante Neguib        | Rebeca (acreditada como Marilu)                |
| 1949 | Ahí viene Vidal Tenorio    |                                                |
| 1949 | Dos tenorios de barrio     | Carmelita (acreditada como Marilu)             |
| 1952 | Los hijos de nadie         | Rosa (acreditada como Marina Herrera «Marilu») |
| 1953 | La cobarde                 | Lupita, la criada (acreditada como Marilú)     |
| 1954 | Martes 13                  | Meche (acreditada como Marilu)                 |